# Пјеве Порто Мороне
Пјеве Порто Мороне (итал. Pieve Porto Morone) је насеље у Италији у округу Павија, региону Ломбардија.
Према процени из 2011. у насељу је живело 2224 становника. Насеље се налази на надморској висини од 51 м.

## Становништво
Према резултатима пописа становништва 2011. у општини је живело 2.788 становника.
| 1931. | 1936. | 1951. | 1961. | 1971. | 1981. | 1991. | 2001. | 2011. |
| ----- | ----- | ----- | ----- | ----- | ----- | ----- | ----- | ----- |
| 3.740 | 3.637 | 3.450 | 3.194 | 3.021 | 2.771 | 2.650 | 2.598 | 2.788 |